# جورج ثاير
جورج ثاير (بالإنجليزية: George Thayer)‏ هو لاعب كرة قدم أمريكية أمريكي، ولد في 5 مارس 1905 في فيلادلفيا في الولايات المتحدة، وتوفي في 21 أبريل 1952.